# Буэно, Винсент
Винсент Буэно (нем. Vincent Bueno; 10 декабря 1985, Вена, Австрия) — австрийский и филиппинский певец. Представитель Австрии на конкурсе песни Евровидение-2021. Первоначально должен был представлять Австрию на ныне отменённом «Евровидении-2020», с песней «Alive» во втором полуфинале конкурса 14 мая 2020 года.

## Биография
Винсент Буэно родился 10 декабря 1985 года в Вене. Его родители были выходцами с Филиппин и принадлежали к народу Илоки.
В 11 лет Буэно умел играть на четырёх музыкальных инструментах: пианино, гитаре, барабанах и бас-гитаре. Он получил образование в области музыки и исполнительных искусств в венской музыкальной школе. Также он прошёл специальные курсы по актёрскому мастерству, танцам и пению.

### «Musical! Die Show»
Первую популярность Винсент Буэно приобрёл, став победителем музыкального шоу талантов «Musical! Die Show» на телеканале ORF. В финале конкурса он выступил с песнями «Grease Lightning» (из мюзикла «Бриолин») и «The Music of the Night» (из «Призрака Оперы»). По результатам зрительского голосования Буэно стал победителем конкурса, набрав 67% голосов.

### Карьера на Филиппинах
На Филиппинах Буэно впервые выступил на телепроекте «ASAP XV» 29 августа 2010 года, где он был впервые представлен как "австрийский певец Pinoy Champ". На ASAP провёл несколько недель. Также он подписал контракт с лейблом «Star Records».
28 октября 2011 года Буэно провёл свой первый мини-концерт в Сан-Хуане, под названием «Got Fridays with Vincent Bueno».

### Евровидение
12 декабря 2019 года телеканал ORF сообщил, что Винсент Буэно будет представлять Австрию на конкурсе песни Евровидение-2020 в Роттердамe. На конкурсе он должен был исполнить песню «Alive». Однако из-за пандемии COVID-19 конкурс был отменён.
Винсент получил право представить Австрию на следующем конкурсе Евровидение-2021. Выступив во втором полуфинале с песней «Amen», он набрал 66 баллов и занял 12 место, что не позволило ему выйти в финал.

## Дискография

### Студийные альбомы
| Step by Step                                                                      | - Релиз: 4 марта 2009 - Формат: Digital download - Лейбл: HitSquad Records | 55 |
| Wieder Leben                                                                      | - Релиз: 2016 - Формат: Digital download - Лейбл: Bueno Music              | —  |
| Invincible                                                                        | - Релиз: 2018 - Формат: Digital download - Лейбл: Bueno Music              | —  |
| "—" denotes a recording that did not chart or was not released in that territory. |                                                                            |    |

### Мини-альбомы
| Название                          | Информация                                                                |
| --------------------------------- | ------------------------------------------------------------------------- |
| The Austrian Idol - Vincent Bueno | - Релиз: 2011 - Формат: Digital download - Лейбл: ABS-CBN Film Production |

### Синглы
| Название                                      | Год  | Альбом                            |
| --------------------------------------------- | ---- | --------------------------------- |
| "Sex Appeal"                                  | 2008 | Step by Step                      |
| "Party Hard"                                  | 2011 | The Austrian Idol - Vincent Bueno |
| "Bida Best Sa Tag-Araw" (with Анхелинэ Кинто) | 2016 | Non-album singles                 |
| "All We Need Is That Love"                    | 2016 | Non-album singles                 |
| "Sie Ist So"                                  | 2017 | Non-album singles                 |
| "Rainbow After the Storm"                     | 2018 | Non-album singles                 |
| "Get Out My Lane"                             | 2019 | Non-album singles                 |
| "Alive"                                       | 2020 | Non-album singles                 |